# Biskupin (Neder-Silezië)
Biskupin is een dorp in het Poolse woiwodschap Neder-Silezië, in het district Legnicki. De plaats maakt deel uit van de gemeente Chojnów.